# Carl Axel Arrhenius
Carl Axel Arrhenius (1757–1824) là nhà hóa học người Thụy Điển. Ông được biết đến là người gián tiếp tìm ra nguyên tố Ytri.
Arrhenius sinh ra ở Stockholm. Ông bắt đầu tập trung vào khoáng vật học và hóa học sau khi quen Peter Jacob Hjelm tại Phòng thí nghiệm Royal Mint Thụy Điển. Arrhenius từng tham gia quân đội tại Vaxholm và tham gia vào cuộc chiến tranh tại Phần Lan năm 1788. Trong khoảng thời gian tại Vaxholm, ông đã đến mỏ fenspat ở làng Ytterby. Tại đây ông đã tìm thấy một khoáng vật mới, đặt tên cho nó là ytterbite và gửi đến Đại học Åbo thuộc Học viện hoàng gia Turku, Thụy Điển để nghiên cứu.
Ông là thành viên của Viện hàn lâm Khoa học Thụy Điển từ năm 1799 và của Viện hàn lâm Khoa học hoàng gia Thụy Điển từ năm 1817.